# حاجی‌آباد (فیروزه)
حاجی‌آباد (فیروزه)، روستایی از توابع بخش مرکزی شهرستان فیروزه در استان خراسان رضوی ایران است.

## جمعیت
این روستا در دهستان تخت جلگه قرار دارد و براساس سرشماری مرکز آمار ایران در سال ۱۳۸۵، جمعیت آن زیر سه خانوار بوده‌است.